# CSPG5
CSPG5‏ (Chondroitin sulfate proteoglycan 5) هوَ بروتين يُشَفر بواسطة جين CSPG5 في الإنسان.

## التفاعل
لقد ثبت أن CSPG5 يتفاعل مع GOPC.